# Bobby Lennox
Pour les articles homonymes, voir Lennox.
Bobby Lennox est un footballeur écossais né le 30 août 1943.

## Biographie
Avec le Celtic FC, il remporte la Coupe des clubs champions européens en 1967 et atteint la finale en 1970. Il remporte de nombreux trophées au cours des années 1960 et 70. 
Il a fait son entrée au Scottish Football Hall of Fame en 2005, lors de la deuxième session d'intronisation.

## Palmarès
Celtic FC
- Vainqueur de la Coupe des clubs champions européens (1) :
  - 1967.
- Champion du Championnat d'Écosse de football (12) :
  - 1966, 1967, 1968, 1969, 1970, 1971, 1972, 1973, 1974, 1977, 1979 & 1981.
- Finaliste de la Coupe des clubs champions européens (1) :
  - 1970.
- Finaliste de la Coupe intercontinentale (1) :
  - 1967.
- Vice-champion du Championnat d'Écosse de football (2) :
  - 1976 & 1980.
- Meilleur buteur du Championnat d'Écosse de football (1) :
  - 1968: 32 buts.
- Vainqueur de la Scottish Cup (9) :
  - 1965, 1967, 1969, 1971, 1972, 1974, 1975, 1977 & 1980.
- Finaliste de la Scottish Cup (4) :
  - 1963, 1966, 1970 & 1973.